# 利特爾亞祖 (密西西比州)
利特爾亞祖（英語：Little Yazoo）是位於美國密西西比州亞祖縣的非建制地區。

## 地理
利特爾亞祖所處的海拔為高於海平面117米（即384英呎），而該地所採用的時區為UTC-6，即北美中部時區（CST）。同時該地設有夏令時間，為UTC-6調快一小時，即UTC-5（CDT）。